# Frei Manuel da Veiga
Frei Manuel da Veiga, filho de Henrique da Veiga, 1º morgado de Molelos, e de sua mulher Beatriz Henriques. Fidalgo, andou dois anos no Paço com o infante D. Luís, depois estudou gramática, esteve dois anos na Universidade de Coimbra e quatro na de Salamanca onde tomou grau em Cânones. Professou aos 20-06-1541 no mosteiro de S. Domingos de Lisboa.
Foi Mestre na sagrada Theologia em 13-06-1559, inquisidor da Inquisição de Coimbra, conforme se refere no testamento de seu irmão, do qual foi testamenteiro. Em 1566 o Cardeal Infante D. Henrique nomeou-o presidente do Tribunal da Inquisição de Évora  e num capítulo geral realizado no convento da vila de Santarém, em 1571, foi eleito provincial da sua ordem, por unanimidade de votos, não chegando a exercer o lugar por não ter sido dispensado da presidência do Tribunal da Inquisição de Lisboa, que então ocupava. Foi também presidente do Tribunal da Inquisição de Coimbra a 20-02-1575, Revedor Geral dos Livros, lente de Teologia e bom letrado.
Tido como inteligente, erudito e virtuoso, foi indigitado bispo de Viseu, dignidade que não aceitou. Morreu no convento de Aveiro, de onde era natural, a 8-04-1575, e lá foi sepultado.